# Stuart Childerley
Stuart Michael Childerley (Lowestoft, 12 de febrero de 1966) es un deportista británico que compitió en vela en la clase Finn.
Ganó dos medallas de oro en el Campeonato Europeo de Finn, en los años 1987 y 1992. Participó en dos Juegos Olímpicos de Verano, Seúl 1988 y Barcelona 1992, ocupando el cuarto lugar en la clase Finn en ambas ocasiones.

## Palmarés internacional
| \| Campeonato Europeo \| Campeonato Europeo \| Campeonato Europeo \| Campeonato Europeo \| \| Año \| Lugar \| Medalla \| Clase \| \| ------------------ \| -------------------- \| ------------------ \| ------------------ \| \| 1987 \| Rungsted (Dinamarca) \| Medalla de oro \| Finn \| \| 1992 \| Gdańsk (Polonia) \| Medalla de oro \| Finn \| |                      |                |       |
| Campeonato Europeo |                      |                |       |
| Año | Lugar                | Medalla        | Clase |
| 1987 | Rungsted (Dinamarca) | Medalla de oro | Finn  |
| 1992 | Gdańsk (Polonia)     | Medalla de oro | Finn  |